# Johann Christof Merck

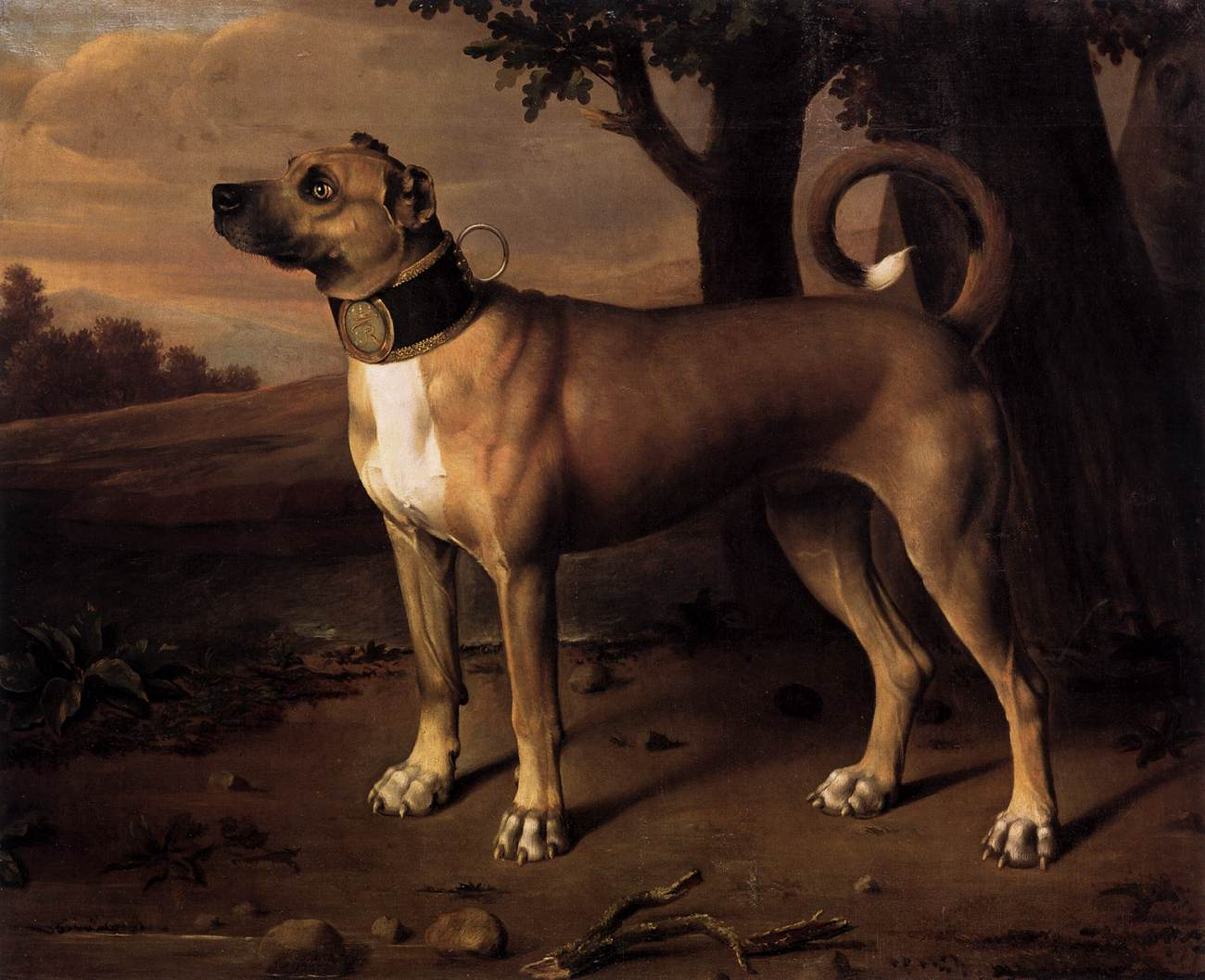
Johann Christof Merck: Ulmer Dogge, 1705, Jagdschloss Grunewald

Johann Christof Merck, Nachname auch Merk, (geboren vor 1695 in Schwäbisch Hall; gestorben nach 1726 in Potsdam) war ein deutscher Porträt- und Tiermaler.

## Leben
Über die Herkunft von Merck ist wenig bekannt. Der Berliner Chronist Friedrich Nicolai vermerkte 1786 hierzu: „Johann Christoph Merk, aus Hall in Schwaben gebürtig“. Weder der familiäre Hintergrund ist überliefert, noch gibt es Hinweise zu seiner Ausbildung als Maler. Auch ist unklar, wie und warum er aus Schwaben nach Brandenburg kam. In Berlin war er ab 1695 als Maler am kurfürstlichen Hof tätig. Unter der Regierung von Kurfürst Friedrich III. (ab 1701 König Friedrich I.) schuf er Jagd- und Tiergemälde, darunter 1705 das Hundeporträt Ulmer Dogge, auf dem ein Kammerhund des Königs dargestellt ist. Ab 1717 war Merck am Hof von Friedrich Wilhelm I. in Potsdam tätig. Zu seinen Porträts gehörten beispielsweise Reiterbildnisse von Friedrich Wilhelm I. und der Markgrafen Philipp und Ludwig. Der König, mit dem Beinamen Soldatenkönig, beauftragte Merck mit einer Reihe von lebensgroßen Porträts seines Leibregiments, der Langen Kerls. Darüber hinaus war Merck als Professor an der Berliner Akademie der Künste tätig.

## Werke (Auswahl)
- Ulmer Dogge, 1705, Jagdschloss Grunewald (GK I 7174)
- Fuchs, 1709, Jagdschloss Grunewald (GK I 7166)
- Wolf, um 1712, Jagdschloss Grunewald (GK I 7160)
- Hirsch mit sechsundsechzigendigem Geweih, eine Kopie des Werkes von Merck, Jagdschloss Grunewald (GK I 7149)
- Schwerid Rediwanoff aus Moskau, Grenadier vom Roten Leibbataillon der Riesengarde Friedrich Wilhelms I. von Preußen, Merck zugeschrieben, 1718/1719, Deutsches Historisches Museum[5]
- James Kirkland aus Irland, Grenadier vom Roten Leibbataillon der Riesengarde König Friedrich Wilhelms I. von Preußen, Merck zugeschrieben, 1718/1719, Deutsches Historisches Museum[6]
- Brauner Hengst in Wiesenlandschaft, 1724 – Privatsammlung[7]
- Preussischer Riesengrenadier, um 1730, Royal Collection[8]
- Kopf eines Ebers, um 1731 Jagdschloss Grunewald (GK I 7168)